# NGC 4022
NGC 4022 is een lensvormig sterrenstelsel in het sterrenbeeld Hoofdhaar. Het werd op 26 april 1878 ontdekt door de Deens-Ierse astronoom Johan Dreyer.

## Synoniemen
- UGC 6975
- MCG 4-28-111
- ZWG 127.125
- PGC 37729